# Klášter svatého Daniela (Abano Terme)
Klášter svatého Daniela je středověký ženský benediktinský klášter v Abano Terme v Itálii.
Dnes se zde nachází 20 řeholních sester a 24 oblátů.

## Historie

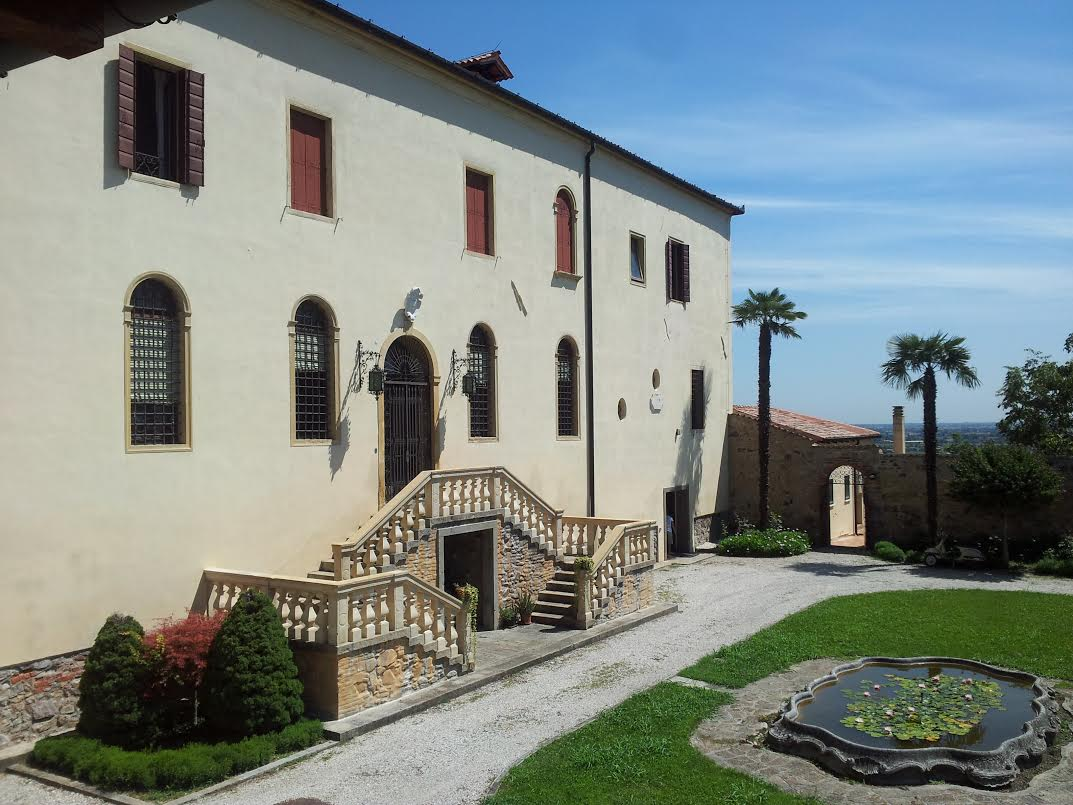

První zmínka o budovách kláštera se objevuje v 11. století, kdy jej založili páni z Montagnonu k poctě svatého Daniela jehož ostatky byly 26. prosince 1075 objeveny pod podlahou kostela sv. Justiny v Padově.
Vznikla zde komunita benediktinů. Během 14. století kdy Evropou proběhla duchovní krize, zasáhla i tento klášter. Roku 1460 papež Pius II. tento klášter potlačil. O rok později převzali klášter Řeholní kanovníci Nejsvětějšího Spasitele Lateránského. V 16. století se zasloužili o zboření sterého kláštera a přestavbu ve stylu té doby. Opatství a kostel navrhl architekt Francesco Muttoni.
Po zrušení řeholních institutů dne 12. září 1771, koupil klášter benátský právník Federico Todeschini. Tento komplex se stal věnem jeho dcery Elisabetty. Ta se roku 1832 vdala za hraběte Bartolomeea Bonomima. Spolu klášter proměnili v letní rezidenci. Poté byla rezidence prohrána v hazardních hrách ve prospěch rodině Pescarinů z Montagnany.
Roku 1948 došlo k znovuobnovení kláštera. Od tohoto roku zde žijí sestry benediktinky. Komunita vznikla z několika sester z kláštera sv. Rocha v Rijece.